# Verbandsgemeinde Betzdorf
Verbandsgemeinde Betzdorf é uma associação municipal da Alemanha localizada no distrito de Altenkirchen, no estado da Renânia-Palatinado.

## População da associação municipal
| - 1815 – 1.177 - 1835 – 1.602 - 1871 – 3.129 - 1905 – 8.618 - 1939 – 12.070 | - 1950 – 13.102 - 1961 – 14.734 - 1970 – 15.597 - 1987 – 15.525 - 2005 – 16.251 |

## Politica
Cadeiras ocupadas na associação municipal:
|      | SPD | CDU | FDP | Grüne | FWG | Total       |
| 2009 | 12  | 13  | 3   | –     | 4   | 32 Cadeiras |
| 2004 | 8   | 17  | 2   | 1     | 4   | 32 Cadeiras |

## Comunidades
1. Alsdorf
2. Betzdorf1, 2
3. Grünebach
4. Scheuerfeld
5. Wallmenroth